# زاز (خواننده)
زاز (به فرانسوی: Zaz) با نام اصلی ایزابل ژئوفروا (به فرانسوی: Isabelle Geffroy) (زادهٔ ۱ مه ۱۹۸۰ در تور)، خوانندهٔ فرانسوی سبک جاز، سول و آکوستیک است. ترانهٔ من می‌خواهم (به فرانسوی: Je veux) از آلبوم اول وی در ۱۰ مه ۲۰۱۰ منتشر شد.تاجواب  میشود

## سال‌های اولیه زندگی

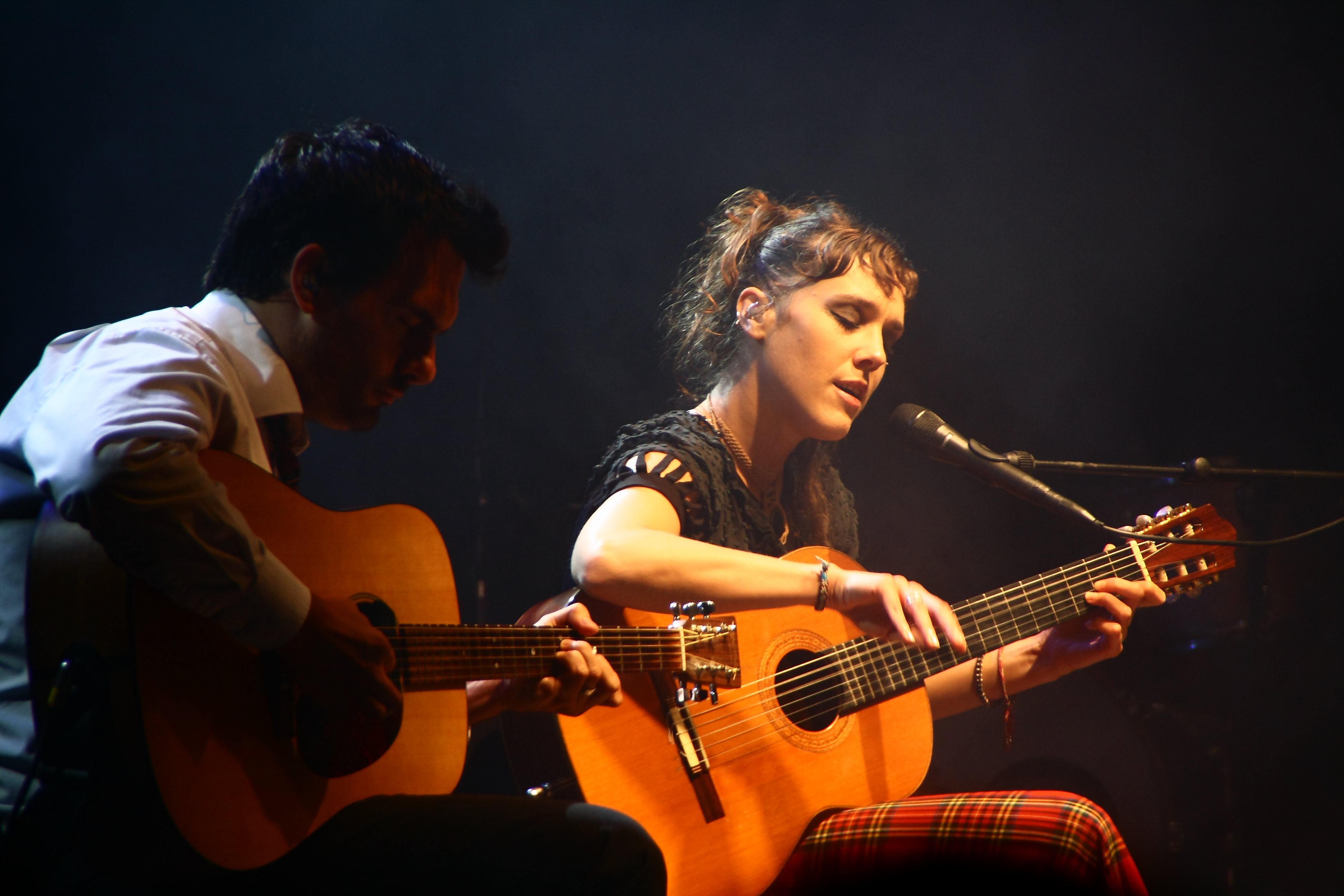
زاز به همراه بنوا سیمون در اجرایی در سال ۲۰۱۱

مادر وی معلم زبان اسپانیایی بود، پدرش کارمند یک شرکت الکتریکی بود/ در سال ۱۹۸۵، اوبه همراه برادر و خواهرش وارد آموزشگاه هنرهای زیبای منطقه‌ای تور شد. از ۵ سالگی تا ۱۱ سالگی در کلاس‌های این آموزشگاه شرکت می‌کرد. او تئوری موسیقی، به خصوص ویلون، پیانو، گیتار و کر را آموخت. در سال ۱۹۹۴ به بوردو رفت. در سال ۱۹۹۵ او به کلاس‌های خوانندگی رفت. در سال ۲۰۰۰ برندهٔ یک بورسیه برای درس خواندن در مدرسهٔ موسیقی مدرن بوردو شد. او در موسیقی از ۴ فصل ویوالدی، خوانندگان جاز نظیر الا فیتزجرالد و دیگر خوانندگان مانند انریکو ماسیاس، بابی مک‌فرین و ریچارد بونا تأثیر گرفته‌است. در سال ۲۰۰۶ او به پاریس رفت.

## فعالیت خوانندگی
در سال ۲۰۰۱ زاز فعالیت خوانندگی خود را در بند سبک بلوز "Fifty Fingers" آغاز کرد. او در گروه‌های موزیکال شهر آنیولم به خصوص گروه‌های پنجگانه سبک جاز کار کرد.
.